# Аврюз (деревня)
Аврю́з (баш. Әүрез — от «рәүез» — ревизская, переписная) — упразднённая деревня в современном Альшеевском районе.

## География
Находился на реке Аврюз.
Точное место нахождения неизвестно. 

## История
Известна с конца XVIII века. По одним данным, основана в 1794 году под названием Новый Аврюз 38 тептярями из деревни Казанлы-тамак. По другим сведениям, имеется договор с башкирами Иликей-Минской волости от 5 февраля 1795 года, где тептяри создают деревню Аврюз. Как пишет Анвар Закирович Асфандияров: «Эти сведения близки по содержанию, поэтому следует думать, что эти два новых поселения и есть деревня Аврюз. Однако, последующие ревизии и переписи её не учитывали. Она не учтена и переписью 1920 года».